# وندلا زاکریسون-سانتن
وندلا زاکریسون-سانتن (انگلیسی: Vendela Zachrisson-Santén؛ زادهٔ ۱۱ ژوئن ۱۹۷۸) قایقران قایق بادبانی اهل سوئد است.